# Wishful Sinful
Wishful Sinful è una canzone del gruppo rock statunitense The Doors, scritta dal chitarrista Robby Krieger. Fu il secondo singolo estratto dall'album The Soft Parade. 
Il 45 giri venne pubblicato nel marzo 1969, e scalò le classifiche fino ad arrivare alla posizione n°44.

## Posizioni in classifica
| Anno | Singolo                         | Chart             | Posizione |
| ---- | ------------------------------- | ----------------- | --------- |
| 1969 | "Wishful Sinful/Who Scared You" | Billboard Hot 100 | 44        |